# Neandra marginicollis
Neandra marginicollis är en skalbaggsart som först beskrevs av Schaeffer 1929.  Neandra marginicollis ingår i släktet Neandra och familjen långhorningar. Inga underarter finns listade i Catalogue of Life.